# 狄山
狄山（？—？），漢朝博士，因支持與匈奴和親，漢武帝派他到邊塞守鄣，最後被匈奴斬頭。

## 生平
根據《史記》與《漢書》記載：武帝在位時，有一次匈奴請和親，博士狄山表示贊成，並說興兵動武會讓人民困貧。御史大夫張湯認為這是愚儒的無知看法。狄山反駁張湯，認為自己雖是「愚忠」，張湯則是「詐忠」，並批評張湯處理淮南王、江都王案（謀反案）的作法。武帝問狄山：「我派你去治理一郡，可以讓匈奴不犯嗎？」狄山說：「不能。」武帝問：「那一縣呢？」狄山說：「不能。」武帝又問：「那一鄣（築在邊塞上要險之處的城）呢？」狄山害怕，回答：「能。」於是武帝派狄山去治理一個邊塞上的鄣，過了一個多月，匈奴來犯，把狄山的頭斬了。